# Mrzygłód (jezioro)
Mrzygłód – jezioro w Polsce, w województwie wielkopolskim, w powiecie gnieźnieńskim, w gminie Gniezno, na Pojezierzu Gnieźnieńskim.
Przez jezioro przepływa rzeka Struga Dębówiecka, dopływ Wełny. Brzegi jeziora są terenami podmokłymi.
Na południe od akwenu znajdują się zabudowania wsi Dębowiec.

## Dane morfometryczne
Zwierciadło wody położone jest na wysokości 100,7 metra.